# Mountain Mesa
Mountain Mesa és una concentració de població designada pel cens dels Estats Units a l'estat de Califòrnia. Segons el cens del 2000 tenia 716 habitants.

## Demografia
Segons el cens del 2000, Mountain Mesa tenia 716 habitants, 295 habitatges, i 197 famílies. La densitat de població era de 321,5 habitants/km².
Dels 295 habitatges en un 22,4% hi vivien nens de menys de 18 anys, en un 53,6% hi vivien parelles casades, en un 10,8% dones solteres, i en un 32,9% no eren unitats familiars. En el 30,5% dels habitatges hi vivien persones soles el 20% de les quals corresponia a persones de 65 anys o més que vivien soles. El nombre mitjà de persones vivint en cada habitatge era de 2,19 i el nombre mitjà de persones que vivien en cada família era de 2,68.
Per edats la població es repartia de la següent manera: un 17,6% tenia menys de 18 anys, un 4,7% entre 18 i 24, un 18,9% entre 25 i 44, un 21,8% de 45 a 60 i un 37% 65 anys o més.
L'edat mediana era de 52 anys. Per cada 100 dones de 18 o més anys hi havia 82,7 homes.
La renda mediana per habitatge era de 23.875 $ i la renda mediana per família de 32.656 $. Els homes tenien una renda mediana de 26.161 $ mentre que les dones 14.797 $. La renda per capita de la població era de 13.759 $. Entorn del 28,9% de les famílies i el 27,7% de la població estaven per davall del llindar de pobresa.

## Poblacions més properes
El següent diagrama mostra les poblacions més properes.